# トミー・ロメロ
トミー・ロメロ（Tommy Romero, 1997年7月8日 - ）は、アメリカ合衆国フロリダ州フォートローダーデール出身のプロ野球選手（投手）。右投左打。MLBのシカゴ・カブス傘下所属。

## 経歴

### プロ入りとマリナーズ傘下時代
2017年のMLBドラフト15巡目（全体453位）でシアトル・マリナーズから指名され、プロ入り。契約後、傘下のルーキー級アリゾナリーグ・マリナーズでプロデビュー。13試合（先発2試合）に登板して5勝1敗、防御率2.08、51奪三振を記録した。
2018年はA級クリントン・ランバーキングスでプレーした。

### レイズ時代
2018年5月25日にデナード・スパン、アレックス・コロメとのトレードで、アンドリュー・ムーアと共にタンパベイ・レイズへ移籍した。移籍後は傘下のA級ボーリンググリーン・ホットロッズでプレーし、移籍前を含めた2球団合計で25試合に先発登板して11勝4敗、防御率2.95、131奪三振を記録した。
2019年はA+級シャーロット・ストーンクラブズとAA級モンゴメリー・ビスケッツでプレーし、2球団合計で24試合（先発19試合）に登板して13勝4敗、防御率2.15、104奪三振を記録した。
2020年は新型コロナウイルスの影響でマイナーリーグの試合が開催されなかったため、公式戦の登板は無かった。また、この年のオフにはウィンターリーグに始めて参加。プエルトリコのクリオージョス・デ・カグアスに所属した。
2021年はAA級モンゴメリーとAAA級ダーラム・ブルズでプレーし、2球団合計で23試合（先発21試合）に登板して8勝2敗、防御率2.61、145奪三振を記録した。オフの11月19日にルール・ファイブ・ドラフトでの流出を防ぐために40人枠入りした。
2022年は開幕をAAA級ダーラムで迎えた。4月12日にメジャー初昇格を果たし、同日のオークランド・アスレチックス戦にて先発でメジャーデビュー（1.2回を3失点で勝敗付かず）。その後、17日のシカゴ・ホワイトソックス戦には中継ぎとして登板。この試合では2回を投げてギャビン・シーツに本塁打に浴びて1失点という内容で、翌18日にAAA級ダーラムに降格となった。その後、初昇格から3か月後にあたる7月12日にメジャー再昇格を果たし、2日後のボストン・レッドソックス戦ではドリュー・ラスムッセンの後を受けて2番手として登板し、1回を完璧に抑えてメジャー初勝利を挙げた。ただ、翌15日に再びAAA級ダーラムに降格、8月23日にJ.T.シャギワとブレンダン・マッケイの復帰に伴い、ケビン・ハーゲットと共にDFAとなった。

### ナショナルズ時代
2022年8月25日にワシントン・ナショナルズとマイナー契約を結び、同日中にAAA級ロチェスター・レッドウィングスに配属された。9月30日に移籍後初昇格を果たして翌10月1日のレギュラーシーズン最終戦となるダブルヘッダー2戦目に先発登板したが、3.2回を投げて5本の本塁打を浴びるなど8失点（自責6）という散々な内容でメジャー初黒星を喫した。オフの11月15日にDFAとなり、3日後に一度はノンテンダーFAとなるも、12月19日にマイナー契約で契約を結び直し、マット・アダムス・トラビス・ブランケンホーンらと共に2023年のスプリングトレーニングには招待選手として参加したが、開幕はAAA級ロチェスターで迎えた。この年はメジャーに昇格することは一度も無く、オフの11月6日にFAとなった。

### ジャイアンツ傘下時代
2024年1月25日にサンフランシスコ・ジャイアンツとマイナー契約を結び、同年のスプリングトレーニングには招待選手として参加したが、開幕はAAA級サクラメント・リバーキャッツで迎えた。この年もメジャーに昇格する機会は一度も無く、オフの11月4日にFAとなった。なお、12月8日にはメキシコのアルゴドネロス・デ・グアサベと契約を結び、同国のウィンターリーグであるLMPに参加した。

### カブス傘下時代
2025年4月17日にリーガ・メヒカーナ・デ・ベイスボル（メキシカンリーグ）のオアハカ・ウォーリアーズと契約を結んでいたが、5月9日にシカゴ・カブスとマイナー契約を結んだ。契約後は、翌10日にルーキー級アリゾナ・コンプレックスリーグ・カブスに配属されている。

## 投球スタイル
常時92〜94mph計測のスピンの効いた速球に、カーブやチェンジアップといった変化球を交える。レイズ監督のケビン・キャッシュは2022年シーズン開幕前、「まもなくメジャーに到達して先発ローテーション下位またはロングリリーフとして起用することになるだろう」と語っている（同年4月12日にメジャーデビュー）。

## 詳細情報

### 年度別投手成績
| 年 度    | 球 団    | 登 板 | 先 発 | 完 投 | 完 封 | 無 四 球 | 勝 利 | 敗 戦 | セ 丨 ブ | ホ 丨 ル ド | 勝 率 | 打 者 | 投 球 回 | 被 安 打 | 被 本 塁 打 | 与 四 球 | 敬 遠 | 与 死 球 | 奪 三 振 | 暴 投 | ボ 丨 ク | 失 点 | 自 責 点 | 防 御 率 | W H I P |
| -------- | -------- | ----- | ----- | ----- | ----- | -------- | ----- | ----- | -------- | ----------- | ----- | ----- | -------- | -------- | ----------- | -------- | ----- | -------- | -------- | ----- | -------- | ----- | -------- | -------- | ------- |
| 2022     | TB       | 3     | 1     | 0     | 0     | 0        | 1     | 0     | 0        | 0           | 1.000 | 21    | 4.2      | 3        | 2           | 5        | 0     | 0        | 5        | 0     | 0        | 4     | 4        | 7.71     | 1.71    |
| 2022     | WSH      | 1     | 1     | 0     | 0     | 0        | 0     | 1     | 0        | 0           | .000  | 23    | 3.2      | 8        | 5           | 4        | 0     | 0        | 2        | 0     | 0        | 8     | 6        | 14.73    | 3.27    |
| '22計    | WSH      | 4     | 2     | 0     | 0     | 0        | 1     | 1     | 0        | 0           | .500  | 44    | 8.1      | 11       | 7           | 9        | 0     | 0        | 7        | 0     | 0        | 12    | 10       | 10.80    | 2.40    |
| MLB：1年 | MLB：1年 | 4     | 2     | 0     | 0     | 0        | 1     | 1     | 0        | 0           | .500  | 44    | 8.1      | 11       | 7           | 9        | 0     | 0        | 7        | 0     | 0        | 12    | 10       | 10.80    | 2.40    |

- 2024年度シーズン終了時

### 背番号
- 52（2022年 - 同年途中）
- 49（2022年10月1日）